# Dialekte im Eichsfeld

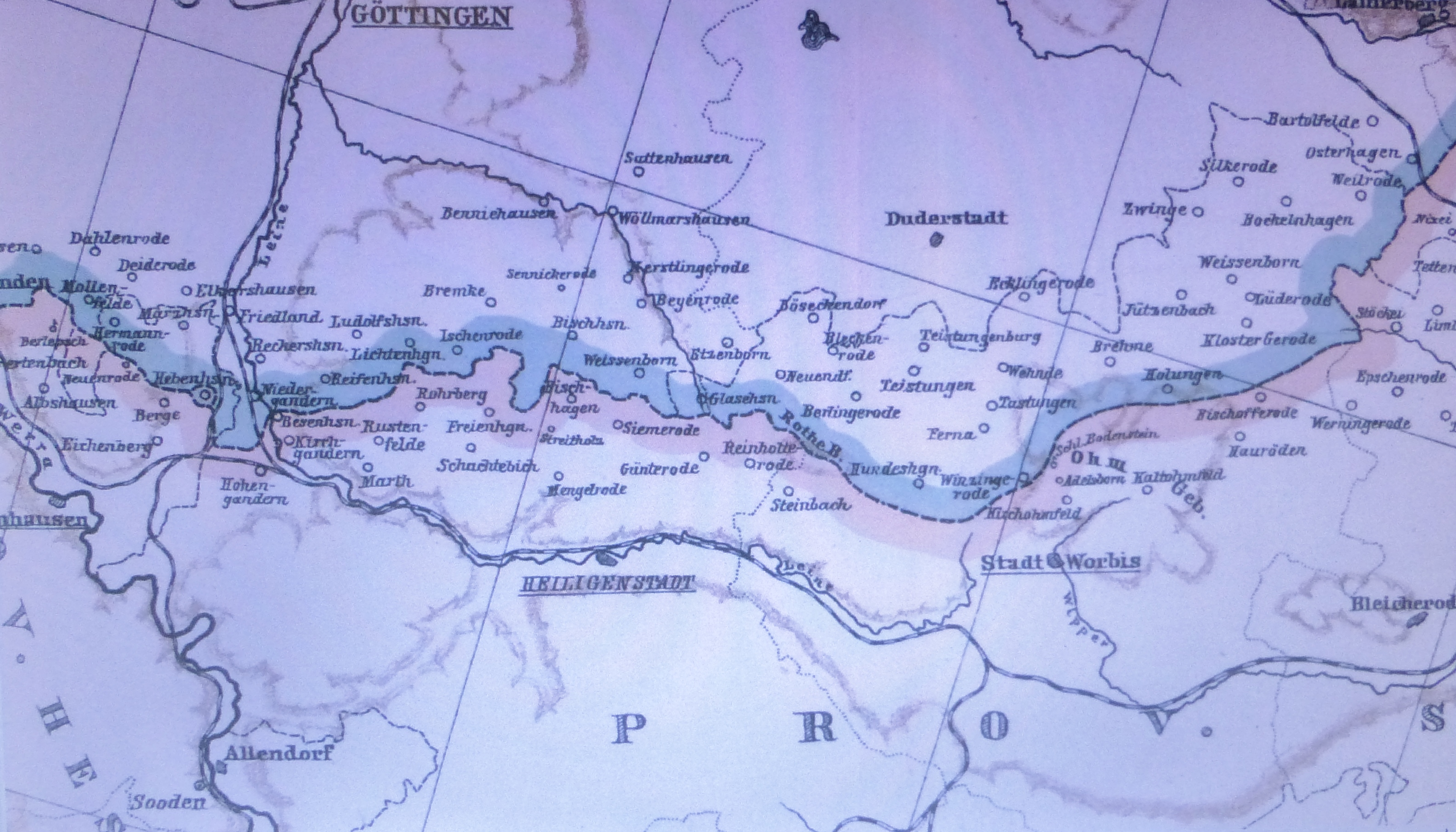
Verlauf der niederdeutschen/mitteldeutschen Sprachgrenze im Eichsfeld

Die Mundarten oder Dialekte im Eichsfeld werden zwei großen Sprachgruppen zugerechnet, dem Niederdeutschen im nördlichen und dem Mitteldeutschen im mittleren und südlichen Eichsfeld. Die Sprachgrenze verläuft von der unteren Werra herkommend entlang eines kleinen Gebirgszuges über den Rohrberg entlang der thüringisch-niedersächsischen Landesgrenze, über den Rotenberg und Zehnsberg, den Nordrand des Ohmgebirges, entlang der Elbe-Weser-Wasserscheide an der Eichsfeld-Schwelle zum Oberharz. Sie stellt gleichzeitig die Grenze zwischen dem höhergelegenen Obereichsfeld und dem tiefergelegenen Untereichsfeld dar.

## Geschichtliche Entwicklung des Sprachraumes
Das Land des Obereichsfeldes und die angrenzenden Gebiete bis zum Hohen Meißner und dem oberen Leinetal bis zum Harz gehörten bis zum Jahr 531 zum Königreich Thüringen, danach gelangte es unter fränkischen Einfluss. Die gesamte Region gehörte demnach vermutlich bis zu diesem Zeitpunkt zum Sprachraum der Hermanduren und späteren Thüringer, worauf auch die Bauweise und die Ortsnamen verweisen. Die in dieser Zeit einsetzende Zweite Lautverschiebung endete an den nördlichen Gebirgsrändern an der sogenannten Benrather Linie. Die sprachliche Verschiedenheit zwischen dem Ober- und Untereichsfeld beruht somit nicht in der unterschiedlichen Besiedelung des Gebietes durch sächsische und thüringische Bevölkerungsgruppen.
Während die Benrather-Linie zwischen dem nieder- und mitteldeutschen Dialektraum keine absolut starre Grenze darstellt, kommt es im Eichsfeld zu einer starken Bündelung verschiedener Isoglossen. Die Dialektgrenze bildet hier eine stärkere Sprachscheide als im westlichen und östlichen Deutschland sowie an der Rennsteigschranke zwischen dem Mittel- und Oberdeutschen.
Während die gesamte Region kirchlich zum fränkischen Bistum Mainz kam, setzte ab dem 9. Jahrhundert von Norden der territoriale Einfluss der Sachsen ein und erreichte um 900 auch das Leinetal bei Heiligenstadt und das obere Eichsfeld, wo sie im 10. Jahrhundert die Gaugrafen stellten. Obwohl das Eichsfeld schließlich schrittweise in den Besitz von Kurmainz gelangte, führte die territoriale, kulturelle und religiöse Einheit während der Zeit bis 1802 nicht zu einer Auflösung dieser alten Sprachgrenze. Es kam aber innerhalb des Eichsfeldes zu einer Beeinflussung und dem Vordringen von Elementen der jeweiligen Nachbarmundarten in den eigenen Sprachraum. Seit Mitte des 20. Jahrhunderts ist infolge der industriellen Entwicklung und der Zunahme des Verkehrs aber ein Rückgang des Gebrauchs der jeweiligen Mundart festzustellen.

## Obereichsfelder Mundart

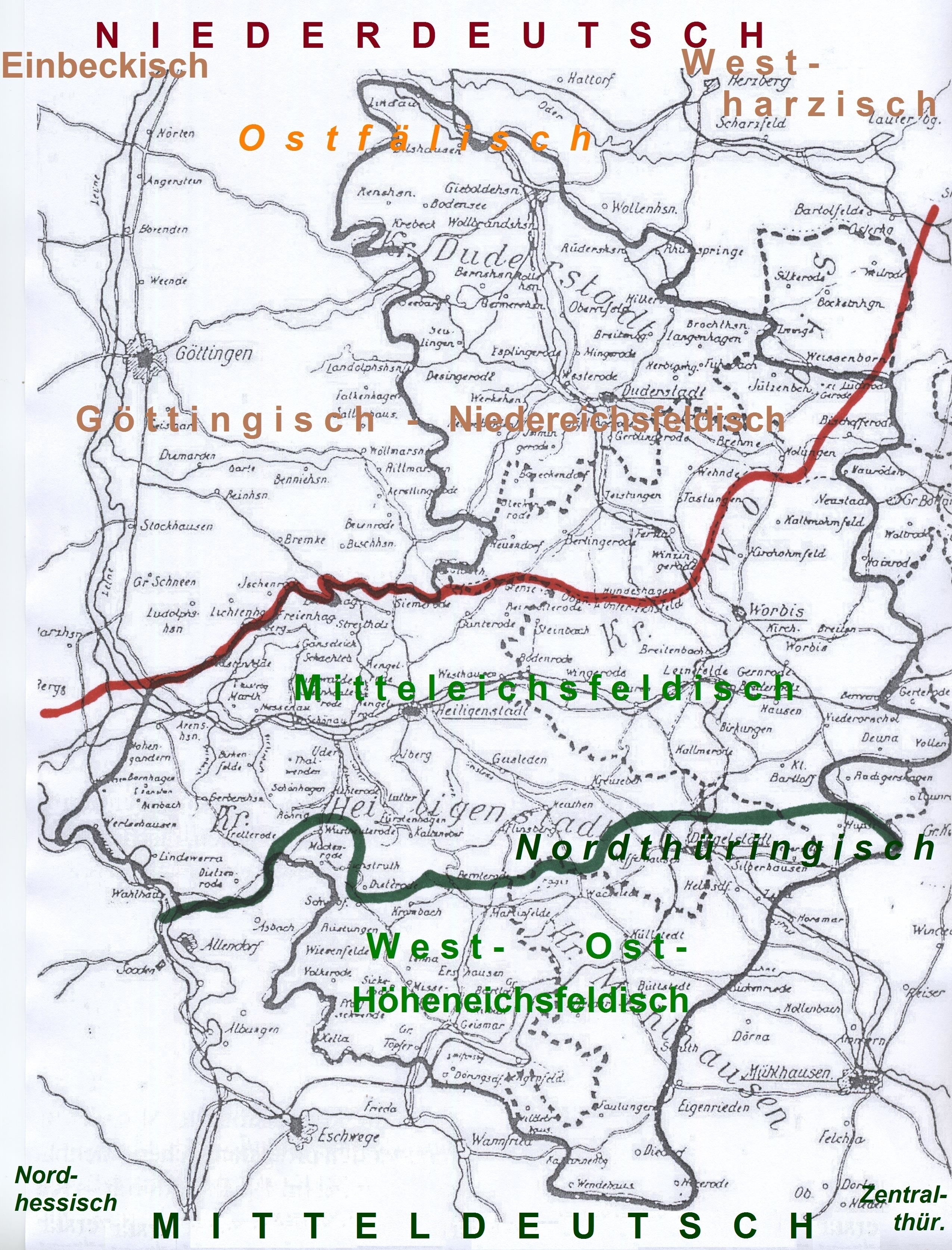
Dialekte im Eichsfeld

Im Obereichsfeld wird das (Ober-)Eichsfeldische Platt gesprochen, eine durch niederdeutsche Einflüsse geprägte Variante des Nordthüringischen. Der Sprachraum wird dabei von mehreren Sprachlinien durchzogen und teilt das Eichsfeldische grob in ein  Mitteleichsfeldisch (im Leine- und Wippertal) und ein Westhöhen- und Osthöheneichsfeldisch (im Südeichsfeld). In jeder Region und von Dorf zu Dorf gibt es eine kleine Abweichung innerhalb der Mundart. Unmittelbar südlich des Eichsfeldes beginnt der Dialektraum des Zentralthüringischen (östlich des Hainichs) und Westthüringischen (westlich des Hainichs).
Wortbeispiele in obereichsfelder Platt: Wisse(r)/Hellblonder, Frejate/auf Brautschau gehen, Uch/Euch, Schi(ü)nne/Scheune, Mistn/Misthaufen, nuewe/neue, en genamije/einen trinken, spelle gahn/schwatzen gehen, klampern/in Geschäfte gehen, aber nichts kaufen, Bonnsoppen/Bohnensuppe, hielen/heulen, Kallder/Keller.
Beispiele für den Einfluss des Niederdeutschen sind: nit/nicht, mant/nur, mang/zwischen, Pott/Topf, Kiepe/Tragetasche, Osse/Ochse, wassen/wachsen, Siden/Seite.

## Untereichsfelder Mundart
Im Untereichsfeld wird ein Ostfälischer Dialekt gesprochen, in seiner südlichsten Ausprägung wird er Göttingisch-Grubenhagensch genannt. Hier gibt es wiederum Einflüsse aus dem Westfälischen und dem Mitteldeutschen. Gegliedert wird dieser Dialekt nochmals in Einbeckisch, Westharzisch und das Göttingisch-Niedereichsfeldische. Durch die geographische Isolierung im südlichen Niedersachsen und die konfessionelle Insellage in der Goldenen Mark hat sich innerhalb der ostfälischen Sprachlandschaft ein Reliktgebiet entwickelt.
Wortbeispiele des Untereichsfeldischen sind: Do(e)rp/Dorf, läpsch/läufig, Winge/(Acker)winde, Hänge/Hände, Fütze/Pfütze, ma(ö)ken/machen, teib/tief, dat/das, afplücken/abpflücken, vertellen/Bescheid sagen, schummerig/dämmrig, Wost/Wurst, Enkel/Knöchel.

## Beispiele für unter- und obereichsfeldische Wörter
| Untereichsfeldisch | Hochdeutsch       | Obereichsfeldisch |
| ------------------ | ----------------- | ----------------- |
| vertellen          | erzählen          | storjen           |
| sejn               | sagen             | sa(n)             |
| Tit                | Zeit              | Ziet              |
| eten               | essen             | assen             |
| Derp               | Dorf              | Derf              |
| Perd               | Pferd             | Fard              |
| wit                | weiß              | wiss              |
| use                | unser             | unse              |
| Schinneleich       | unartiges Mädchen | Schingeleich      |

## Dialekte und Fluss – Einzugsgebiete

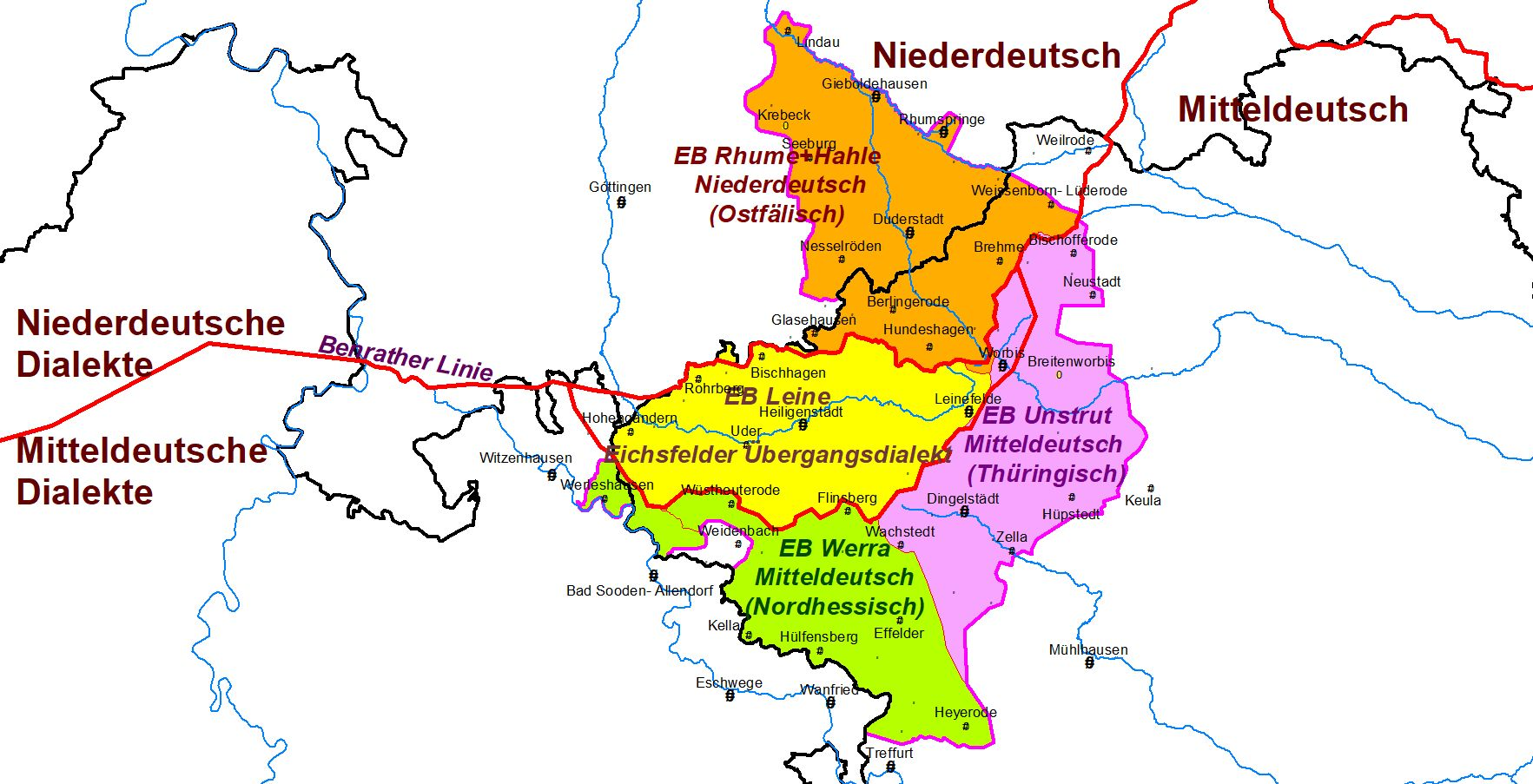

Das Eichsfeld ist natürlich aufgespalten auf verschiedene Flusseinzugsgebiete, wobei die Wasserscheiden auch gleichzeitig Dialektgrenzen bilden.
Das Untereichsfeld im Norden befindet sich im Einzugsgebiet von Garte (Glasehausen), Hahle und Rhume (Weißenborn-Lüderode, Brehme, Rhumspringe, Lindau, Wintzingerode, Hundeshagen, Duderstadt, Böseckendorf, Nesselröden), Im Nordwesten ist es die Leine (Leinefelde, Geisleden, Heiligenstadt, Uder, Hohengandern), im Südosten die Unstrut (Dingelstädt, Hüpstedt, Kefferhausen) und im Osten die Wipper (Breitenworbis, Bernterode, Niederorschel, Holungen, Bischofferode), welche ebenso zur Unstrut gehören und im Südwesten befinden wir uns im Werra-Einzugsgebiet.
Man beobachtet, dass in etwa die natürlichen Wasserscheiden auch Dialektgrenzen sind. Die Benrather Linie, welche die Haupt – Dialektgrenze zwischen den Niederdeutschen und den Mitteldeutschen Dialekten darstellt, verläuft in großen Teilen über Wasserscheiden und somit auch hier quer durch das Eichsfeld. Dabei stellt das obere Leinetal eine Übergangszone dar, also der westliche Teil des oben erwähnten „Mitteleichsfeldischen Dialektzone“ westlich von Leinefelde. In diesem Gebiet spaltet sich die Bentheimer Linie auf und umzingelt dieses Gebiet, da es viele Elemente sowohl von Norden als auch von Süden vereint. Die östliche Hälfte, der oben erwähnten „Mitteleichsfeldischen Dialektzone“, setzt sich zusammen aus dem Eichsfeldischen Teil des Einzugsgebietes der Wipper, sowie dem Eichsfelder Kessel zwischen Ohm und Dün, welcher ebenfalls ein Unstrut Zufluss darstellt. Dieser Teil ist bereits zum Nordthüringischen Dialektgebiet zuzuordnen.
```
Das Einzugsgebiet der Leinezuflüsse von Garte, Hahle und Rhume ist eindeutig Niederdeutsch, Südlich und östlich dieser Wasserscheide werden verschiedenen Formen der Mitteldeutschen Mundart gesprochen:
Südlich im Einzugsgebiet der Werra, ist das „westliche Höheneichsfeldische“ zu hören, welches dem Nordhessischen bzw. Westthüringischen zuzuordnen ist, also ein Dialekt, der auch im Werra-Meissner Kreis um Eschwege und Bad Sooden-Allendorf gesprochen wird, auf jeden Fall mitteldeutsche Mundart. Die Grenze zwischen Westthüringisch und Nordhessisch ist fließend, dabei bildet, wie schon erwähnt, der Hainich eine kleine Sprachbarriere zum Zentralthüringischen hin.
Im gesamten Unstruteinzugsbereich des Eichsfeldes, einschließlich der Wipper (Eichsfelder Kessel östlich von Leinefelde und die Gegend um Bischofferode), dominiert das Nordthüringische, wobei es innerhalb dieser auch wieder Nuancen gibt, z. B.  ist das Nordthüringische von Niederorschel nicht mehr dasselbe, welches um Sondershausen oder gar Sangerhausen – Artern herum gesprochen wird. Aber es ähnelt sich doch in den meisten Wörtern und auch im verbleibenden „Slang“. Die Gegend um Dingelstädt und Hüpstedt ähnelt nun wieder mehr der Sprache um Mühlhausen, also ein Übergangsdialekt zwischen dem Nordthüringischen zum Zentralthüringischen hin. Hier sind die Grenzen ebenfalls fließend. Auf der Karte oben wird diese Zone als „Ost-Höheneichsfeldisch“ beschrieben, also mit ganz besonderen eigenen Merkmalen, welche auch von Dorf zu Dorf unterschiedlich sein können. Der gesamte Unstrut – Einzugsbereich (nicht nur im Eichsfeld) spricht thüringisch.
Das Eichsfeld ist ein sehr interessanter Ort für Dialektstudien und Sprachgrenzen.

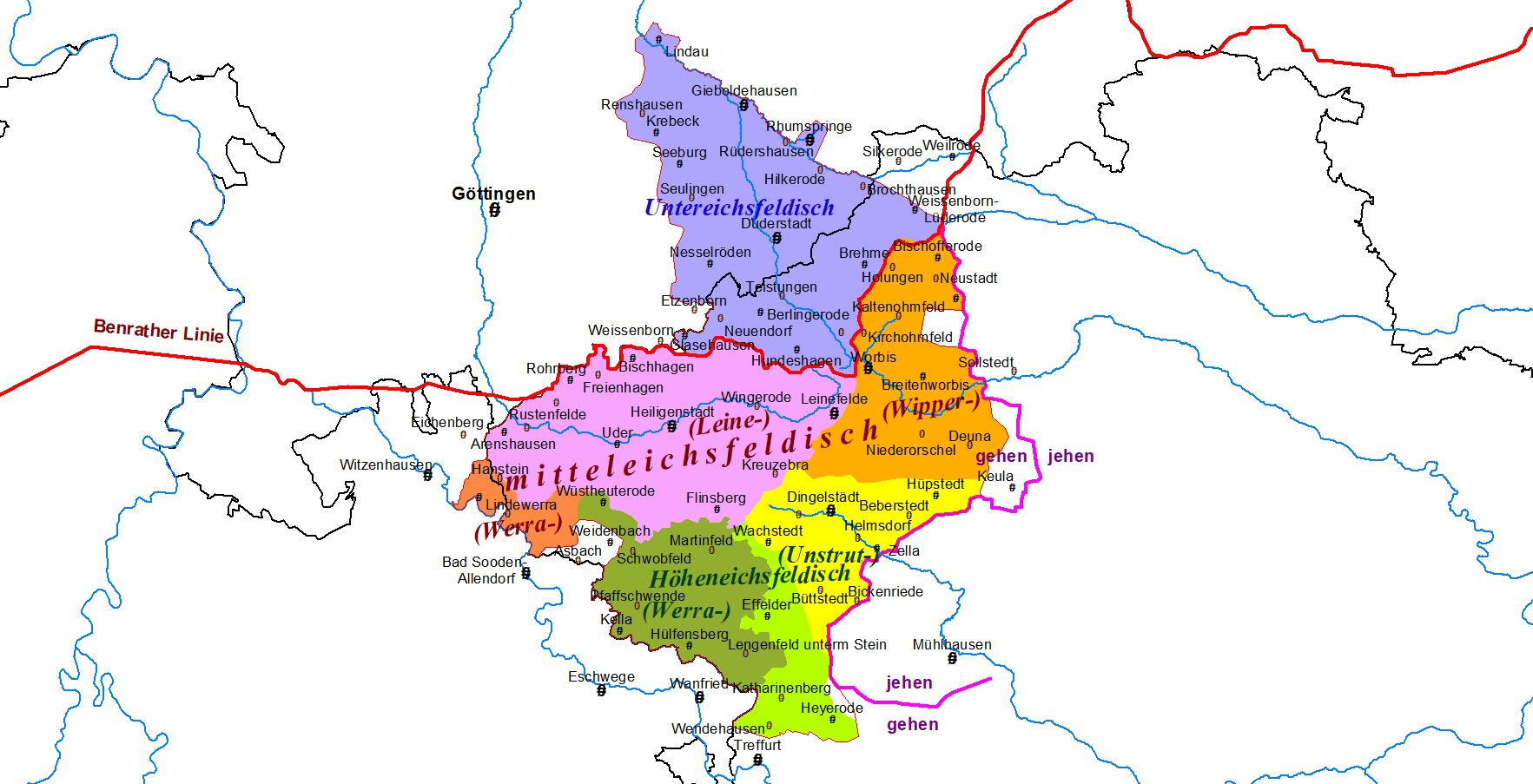
Eichsfelder Dialekte nach Leineweber, 1900 mit „gehen-jehen-Isoglosse“ nach Hentrich

```

## Mundartbeispiel
Nachfolgend ein Mundartbeispiel für das Martinisingen der Kinder am Martinsabend im Obereichsfeld und Untereichsfeld:
| Obereichsfeldisch | Untereichsfeldisch |
| --- | --- |
| Märtensowend äs dissen Owend, dissen Owend äs Märtenowend. Märten is än brewer Mann, daer Eppel un Beeren beschere kann. Schnitt d’r Gans das Bein ab, schnitt äs nit so reine ab, dass se noch gehutsche kann. Ich steh uff kolem Steine, mich friert an minne Beine. Loot mich nit so lange steh, denn ich muß noch witter geh. | Hüte Abnd is Märtnabnd, Märten is en gaut Mann, die et wohle daun kann. Äppel un Bern sind gaut geran, Nöte ät ek geren Himmelriek is uppedan, Sölt wi alle ningahn samt usen Gästen Die liewe Gott is de beste. Ek stah up kalen Steinen, Mek früst an mine Beine, Lat mek nich sau lange stahn, maut noch n betchen wieher gahn. |
| nach Martin Weinrich (Uder): D’ Märtensgans. In: Wänn’s mant wohr äs? Verlag Cordier Heiligenstadt 1924 | nach Karl Wüstefeld (Duderstadt): Das Martinisingen in der Goldenen Mark In: Unser Eichsfeld 1906, S. 170. |

## Hundeshagener Kochum
Eine Besonderheit innerhalb der Sprachlandschaft des Eichsfeldes stellt das sogenannte Kochum dar. Es ist ein Rotwelsch-Dialekt, der nur von den Wandermusikanten aus Hundeshagen gesprochen wurde. Entstanden ist die Sondersprache als lokaler Ableger des Rotwelschen für die Bevölkerungsteile, welche sich mit dem Wandergewerbe ihren Lebensunterhalt verdienen mussten.